# 皇家國家劇院

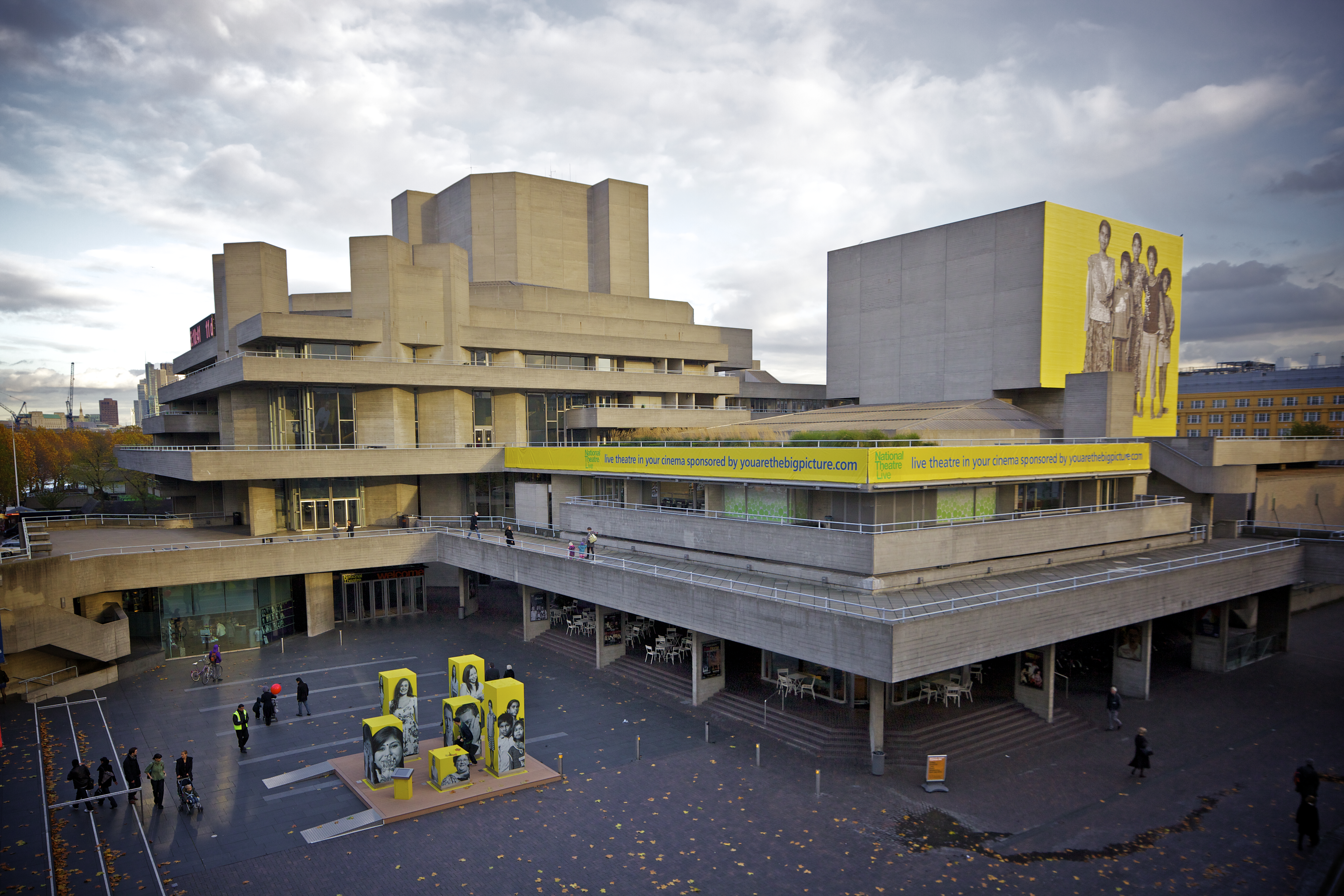
皇家國家劇院

皇家國家劇院（英語：Royal National Theatre）是英國倫敦的劇院。位於泰晤士河南岸。皇家國家劇院建造於1976年，建築的設計者是丹尼斯·拉斯登（Denys Lasdun）。劇院內部可分為Olivier Theatre、Lyttelton Theatre、The Cottesloe Theatre和The Shed四個部分。

## 外部連結
- 官方網站 （页面存档备份，存于）
- NT Live （页面存档备份，存于）